# Muhámmad an-Násir
Muhámmad an-Násir (m. 1213) (del árabe الناصر لدين الله محمد بن المنصور, al-nāṣir li-dīn illāh muḥammad ibn al-manṣūr) fue el cuarto califa de la dinastía almohade. El califa era conocido con el sobrenombre de Miramamolín en tierras cristianas, deformación del título árabe Amir al-Mu'minin o Príncipe de los Creyentes.

## Orígenes y características

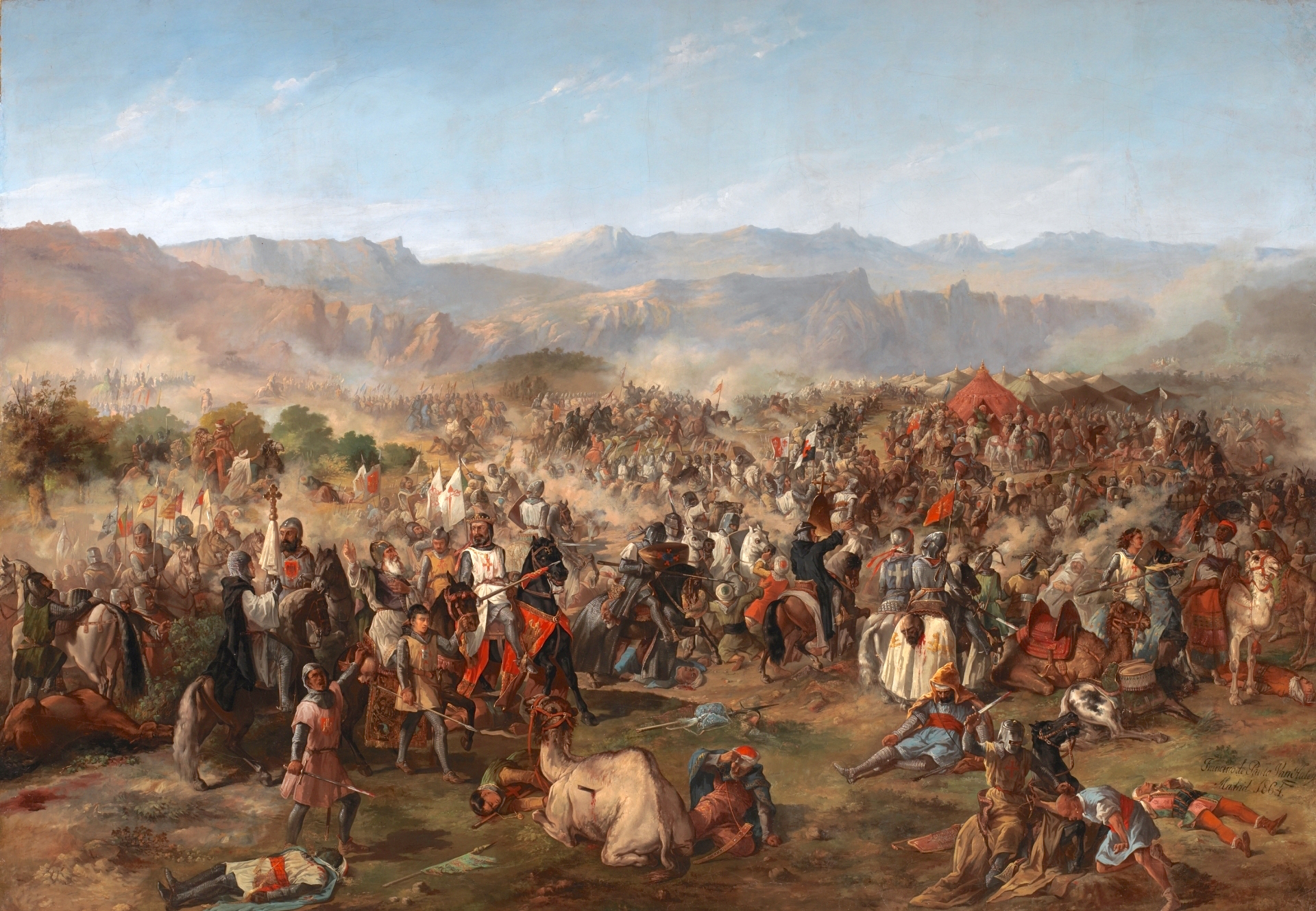
Batalla de las Navas de Tolosa. Pintura en óleo del, de F. P. Van Halen, expuesta en el Palacio del Senado en Madrid

Nació en la primavera del 1181. Su madre era una esclava cristiana llamada Zahr («Flor»), luego manumitida como madre del heredero al trono. Fue proclamado heredero al regreso de su padre de su primera campaña por al-Ándalus, en el 1191. Tras una segunda proclamación en el 1198, estando ya moribundo el califa, ascendió al trono en enero de 1199, pocos días después del fallecimiento de al-Mansur.
Era alto, de barba bermeja entrecana, ojos garzos y tenía un defecto en la lengua que le hacía persona de pocas palabras. En general cabizbajo, era benévolo, poco sanguinario, descuidado en lo que no le suscitaba interés y avaricioso. Joven tímido y solitario, heredó de su padre un imperio que mostraba señales de inestabilidad.

## Victorias en Ifriqiya
Debido a las victorias de al-Mansur contra los reinos cristianos de la península ibérica, como la de Alarcos, tuvo un periodo de tranquilidad temporal en ese frente y pudo concentrar sus esfuerzos contra los Banu Ghaniya, descendientes de los almorávides. Estos pretendían conquistar los territorios del norte de África que actualmente corresponden a la costa occidental de Libia, a la de Túnez y a la oriental de Argelia, pero Muhámmad an-Násir acabó por derrotarlos en las campañas del 1205 y 1206.
Colocó al visir Abu Muhammad Abd al-Wahid ibn Abi Hafs como gobernante en esa región, lo que acabó por dar lugar al nacimiento de la dinastía háfsida, que vino a suceder a los almohades en el norte de África y duró hasta 1574.

## Descalabro en Las Navas y muerte
Volcó entonces su atención para lidiar con la nueva amenaza en al-Ándalus, debida a la cruzada proclamada por el papa Inocencio III. La coalición cristiana la encabezaba Alfonso VIII de Castilla y en ella participaron Sancho VII de Navarra, Pedro II de Aragón y huestes del Reino de Portugal (las tropas portuguesas acudieron a la batalla sin la presencia de su rey Alfonso II), además de las órdenes militares de Santiago, Calatrava, Temple y Hospital, y también a algunos caballeros de León y del resto de Europa. El rey Alfonso IX de León decidió no participar.
El 16 de julio de 1212 los cristianos infligieron una pesada derrota al ejército musulmán en la batalla de las Navas de Tolosa, y su avance por al-Ándalus sólo fue trabado por la peste. Muhámmad an-Násir volvió a Rabat para abdicar en favor de su hijo Yúsuf al-Mustánsir. Falleció el 25 de diciembre del 1213, asesinado por sus cortesanos en el alcázar real de Marrakech, en el que se había encerrado tras la derrota de Las Navas. Apenas contaba entonces treinta y dos años. Su hijo y heredero contaba pocos años y tuvo que afrontar la creciente amenaza de los bereberes benimerines.

## Visires
Los visires de Muhámmad an-Násir fueron:
- Abu Zayd ben Yuyán (1198-1199) (أبو زيد بن يوجان Abū Zayd ben Yūŷān).
- Abu Muhámmad ben ach-Chayj Abi Hafs (1199-1205) (أبو محمد بن الشيخ أبي حفص Abū Muḥammad ben aš-Šayḫ Abī Ḥafṣ), fundador de la dinastía háfsida.
- Abu Sa‘id ben Yam‘i (1205-1214) (أبو سعيد بن جامع Abū Sa‘īd ben Ŷām‘i)